# شهر العسل (فلم 2014)
شهر العسل (بالإنجليزية: Honeymoon) هو فلم رعب وغموض أمريكي صدر سنة 2014. من إخراج Leigh Janiak ومن كتابة Phil Graziadei وLeigh Janiak .

## القصة
يحكي الفلم قصة زوج وزوجة يقرران قضاء شهر عسل في بحيرة نائية بعيدة عن الازدحام ومليئة بالاشجار لقضاء وقت رومانسي وممتع معا وبعد وصولهما اثناء قضاء الليلة الأولى تصبح الزوجة مظطربة وتقوم بافعال ليس لها تفسير وتدور احداث الغموض والرعب ويصبح الزوج لا يعلم ماذا حدث لزوجته بالتحديد..

## عن الفلم
الفلم من بطولة كل من Rose Leslie وHarry Treadaway وBen Huber وHanna Brown.
وقت تشغيل الفلم: ساعة و27 دقيقة.
تم عرض الفلم على شاشات الصالات الأمريكية بتاريخ 12/9/2014  وحصل الفلم على 5.6/10 على موقع IMDB  وتلقى الفلم على موقع Rotten Tomatoes نسبة 70% .

## روابط خارجية
- مقالات تستعمل روابط فنية بلا صلة مع ويكي بيانات